# Ernst Albrecht (Politiker, 28. Juli 1914)
Ernst Albrecht (* 28. Juli 1914 in Greifswald; † 1. Dezember 1991 in Schleswig) war ein deutscher Politiker der CDU, Mitglied des Deutschen Bundestages und der Hamburgischen Bürgerschaft.

## Leben

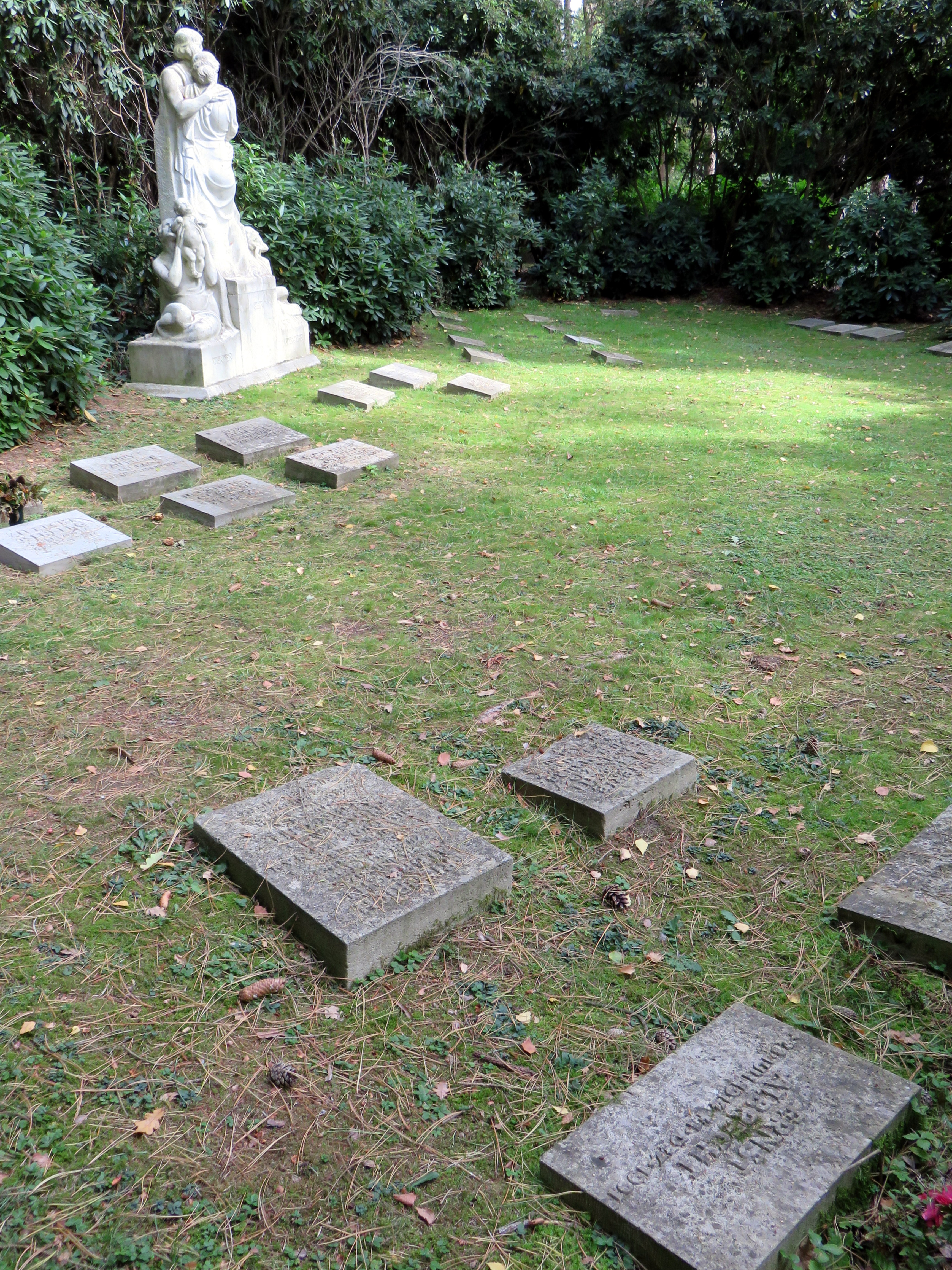
Kissenstein (Vordergrund rechts) für Ernst Albrecht auf dem Friedhof Ohlsdorf

Albrecht, der evangelischen Glaubens war, besuchte das Gymnasium Demmin, wurde als Wollkaufmann ausgebildet und in Leipzig tätig. Später war er auch in Aussig tätig. Während des Zweiten Weltkrieges musste er auf Veranlassung der Gestapo in Hamburg Zwangsarbeit leisten. Nach Kriegsende arbeitete er als Prokurist einer Verwaltungsgesellschaft in Hamburg, deren Gesellschafter er später wurde. Ab 1949 war er beim Hilfswerk der Evangelischen Kirche in Deutschland aktiv.
Albrecht war mit Margarethe Hnatek verheiratet und hatte drei Kinder. Sein Großvater Max Albrecht war vor dem Ersten Weltkrieg Mitglied der Hamburgischen Bürgerschaft. Sein Urgroßvater Carl Wolfram Albrecht war Mitglied des Reichsrats in Wien um 1870.
Auf dem Hamburger Friedhof Ohlsdorf befindet sich bei Planquadrat N 23 / O 23 (Cordesallee beim Wasserturm) im Bereich der Familiengrabstätte Max Albrecht ein Kissenstein für Ernst Albrecht mit einer Skulpturengruppe von Arthur Bock.

## Abgeordneter
Von 1949 bis 1954 gehörte Albrecht, der 1946 der CDU beigetreten war, der Bezirksversammlung Altona an. Er war von 1953 bis zum 1. November 1956 und von 1957 bis 1961 Bürgerschaftsabgeordneter in Hamburg. Dem Deutschen Bundestag gehörte er vom 11. Mai 1956, als er für Karlfranz Schmidt-Wittmack nachrückte, dem das Mandat wegen seiner Übersiedlung in die DDR aberkannt worden war, bis zum Ende der zweiten Legislaturperiode an.